# Peter Furler
Peter Andrew Furler (McLaren Vale, 8 settembre 1966) è un cantante australiano, ex membro dei Newsboys.

## Biografia
Peter Furler ha fatto il suo esordio discografico da solista con l'album in studio On Fire, entrato nella top 100 della Billboard 200. È in seguito uscito il disco natalizio Christmas.

## Discografia

### Da solista
- 2011 – On Fire
- 2014 – Christmas (feat. David Ian)

### Newsboys
- 1988 – Read All About It
- 1990 – Hell Is for Wimps
- 1991 – Boys Will Be Boyz
- 1992 – Not Ashamed
- 1994 – Going Public
- 1996 – Take Me to Your Leader
- 1998 – Step Up to the Microphone
- 1999 – Love Liberty Disco
- 2002 – Thrive
- 2003 – Adoration: The Worship Album
- 2004 – Devotion
- 2006 – Go
- 2009 – In the Hands of God
- 2019 – United